# Teistungen
Teistungen – miejscowość i gmina w Niemczech, w kraju związkowym Turyngia, w powiecie Eichsfeld, siedziba wspólnoty administracyjnej Lindenberg/Eichsfeld.